# La Colle (Monaco)
Pour les articles homonymes, voir La Colle.
La Colle, est un ancien quartier résidentiel du nord-ouest de la principauté de Monaco, faisant partie du quartier traditionnel des Moneghetti,. C'était également l'un des dix quartiers administratifs modernes de Monaco jusqu'en 2013, date à laquelle il a fusionné avec Les Révoires pour former le Jardin Exotique.

## Géographie
La Colle se trouve au nord-ouest de la principauté, juste au nord de Fontvieille. Ce quartier était généralement considérée comme faisant partie des Moneghetti, même s'il était sa propre circonscription administrative. Il longe directement les villes françaises voisines de Beausoleil et Cap-d'Ail, ainsi que les quartiers monégasques des Révoires (anciennement), Fontvieille et Les Moneghetti.

## Données démographiques
La Colle était le deuxième plus petit quartier de Monaco en termes de population après Monaco-Ville, ainsi que le troisième en termes de superficie. La Colle avait une population de 2 829 habitants et une superficie de 0,11 km2.
Monaco compte dix écoles publiques, quatre écoles privées et une université. Une école publique et une école privée sont situées à La Colle.
Hôpital Princesse-Grace, seul hôpital de Monaco, est situé à l'extrême ouest de La Colle.

## Économie
La Colle succède à Fontvieille en tant qu'une des zones les plus industrielles de Monaco. Par exemple, Venturi et sa filiale Voxan ont une usine écologique située dans le quartier. Son emplacement à Monaco permet d'accélérer l'expédition ; située davantage à l'extérieur de la ville, l'industrie manufacturière pose peu de problèmes à l'industrie touristique haut de gamme de Monaco.
Même si La Colle est plus industrialisée, il existe des biens immobiliers le long de la frontière Les Révoires-La Colle. Du fait de sa situation plus en dehors du centre-ville, ses ventes immobilières sont généralement moindres. En moyenne 13 à 18 % de moins que Fontvieille ou La Condamine voisines.

### Tourisme
La Colle est plutôt une zone industrielle, mais quelques petits hôtels s'y trouvent, aidant ainsi l'industrie touristique haut de gamme de Monaco.